# Campionati europei di atletica leggera 2016 - Getto del peso femminile
Il getto del peso femminile ai Campionati europei di atletica leggera 2016 si è svolto tra il 6 e il 7 luglio 2016.

## Record
Prima di questa competizione, il record del mondo (RM), il record europeo (EU) ed il record dei campionati (RC) sono i seguenti:
| Record                | Prestazione | Atleta                               | Data                              | Competizione            |
| --------------------- | ----------- | ------------------------------------ | --------------------------------- | ----------------------- |
| Record mondiale       | 22,63 m     | Natal'ja Lisovskaja Unione Sovietica | 7 giugno 1987 Mosca, URSS         |                         |
| Record europeo        | 22,63 m     | Natal'ja Lisovskaja Unione Sovietica | 7 giugno 1987 Mosca, URSS         |                         |
| Record dei campionati | 21,69 m     | Vita Pavlyš Ucraina                  | 20 agosto 1998 Budapest, Ungheria | Campionati europei 1998 |

## Programma
| Data          | Ora   | Turno          |
| ------------- | ----- | -------------- |
| 6 luglio 2016 | 19:10 | Qualificazioni |
| 7 luglio 2016 | 17:05 | Finale         |

## Risultati

### Qualificazioni
Si qualificano alla finale le atlete che lanciano 17,30 m (Q) o le dodici migliori misure (q).
| Pos | Gruppo | Atleta               | Nazionalità | 1ª prova | 2ª prova | 3ª prova | Risultato | Note |
| --- | ------ | -------------------- | ----------- | -------- | -------- | -------- | --------- | ---- |
| 1   | B      | Christina Schwanitz  | Germania    | 19,02 m  |          |          | 19,02 m   | Q    |
| 2   | B      | Emel Dereli          | Turchia     | x        | 17,15 m  | 17,88 m  | 17,88 m   | Q    |
| 3   | B      | Sara Gambetta        | Germania    | 17,22 m  | 17,77 m  |          | 17,77 m   | Q    |
| 4   | A      | Anita Márton         | Ungheria    | 17,54 m  |          |          | 17,54 m   | Q    |
| 5   | B      | Melissa Boekelman    | Paesi Bassi | 16,62 m  | 17,50 m  |          | 17,50 m   | Q    |
| 6   | A      | Alëna Dubickaja      | Bielorussia | 17,45 m  |          |          | 17,45 m   | Q    |
| 7   | B      | Paulina Guba         | Polonia     | 17,44 m  |          |          | 17,44 m   | Q    |
| 8   | B      | Julija Leancjuk      | Bielorussia | 16,18 m  | 17,35 m  |          | 17,35 m   | Q    |
| 9   | A      | Ol'ha Holodna        | Ucraina     | x        | 16,19 m  | 17,29 m  | 17,29 m   | q    |
| 10  | A      | Radoslava Mavrodieva | Bulgaria    | 17,01 m  | 17,16 m  | x        | 17,16 m   | q    |
| 11  | A      | Úrsula Ruiz          | Spagna      | 16,74 m  | 16,03 m  | 16,86 m  | 16,86 m   | q    |
| 12  | A      | Rachel Wallader      | Regno Unito | 16,86 m  | x        | 16,48 m  | 16,86 m   | q    |
| 13  | A      | Lena Urbaniak        | Germania    | 16,77 m  | 16,83 m  | 16,64 m  | 16,83 m   |      |
| 14  | A      | Jolien Boumkwo       | Belgio      | 16,66 m  | x        | 16,10 m  | 16,66 m   |      |
| 15  | B      | Markéta Červenková   | Rep. Ceca   | 16,56 m  | x        | 15,51 m  | 16,56 m   |      |
| 16  | B      | Halyna Obleščuk      | Ucraina     | 16,30 m  | 16,22 m  | 15,95 m  | 16,30 m   |      |
| 17  | B      | Viktoryja Kolb       | Bielorussia | 16,27 m  | 16,09 m  | 16,17 m  | 16,27 m   |      |
| 18  | A      | Chiara Rosa          | Italia      | 15,86 m  | x        | 16,26 m  | 16,26 m   |      |
| 19  | B      | Valentina Mužarić    | Croazia     | 16,02 m  | x        | 16,17 m  | 16,17 m   |      |
| 20  | B      | Fanny Roos           | Svezia      | 16.07 m  | x        | 16,11 m  | 16,11 m   |      |
| 21  | B      | María Belén Toimil   | Spagna      | 15,62 m  | 15,89 m  | 16,00 m  | 16,00 m   |      |
| 22  | A      | Kätlin Piirimäe      | Estonia     | 14,31 m  | 14,91 m  | 15,85 m  | 15,85 m   |      |
| 23  | B      | Julaika Nicoletti    | Italia      | 15,37 m  | x        | 15,81 m  | 15,81 m   |      |
| 24  | A      | Giedrė Kupstytė      | Lituania    | 15,63 m  | 15,03 m  | 15,06 m  | 15,63 m   |      |
| 25  | A      | Dimitriana Surdu     | Moldavia    | 15,50 m  | 14,91 m  | 15,27 m  | 15,50 m   |      |
| 26  | A      | Stamatia Skarvelis   | Grecia      | 14,49 m  | x        | 15,50 m  | 15,50 m   |      |
| 27  | A      | Svitlana Marusenko   | Ucraina     | 14,84 m  | 14,78 m  | 14,92 m  | 14,92 m   |      |

### Finale
| Pos     | Atleta               | Nazionalità | 1ª prova | 2ª prova | 3ª prova | 4ª prova | 5ª prova | 6ª prova | Risultato | Note                                     |
| ------- | -------------------- | ----------- | -------- | -------- | -------- | -------- | -------- | -------- | --------- | ---------------------------------------- |
| Oro     | Christina Schwanitz  | Germania    | 20,17 m  | 19,28 m  | 19,55 m  | x        | x        | 19,46 m  | 20,17 m   | Miglior prestazione europea stagionale   |
| Argento | Anita Márton         | Ungheria    | 17,79 m  | 18,52 m  | 18,72 m  | 18,05 m  | 18,31 m  | 18,63 m  | 18,72 m   |                                          |
| Bronzo  | Emel Dereli          | Turchia     | 17,73 m  | 17,90 m  | 18,22 m  | x        | x        | x        | 18,22 m   |                                          |
| 4       | Julija Leancjuk      | Bielorussia | x        | x        | 17,80 m  | 17,53 m  | x        | 18,20 m  | 18,20 m   |                                          |
| 5       | Radoslava Mavrodieva | Bulgaria    | 17,34 m  | x        | 18,10 m  | x        | x        | 17,54 m  | 18,10 m   |                                          |
| 6       | Alëna Dubickaja      | Bielorussia | 17,65 m  | 17,87 m  | x        | 18,03 m  | 17,78 m  | x        | 18,03 m   |                                          |
| 7       | Sara Gambetta        | Germania    | 17,35 m  | 17,95 m  | 17,60 m  | x        | 17,55 m  | x        | 17,95 m   | Miglior prestazione personale            |
| 8       | Melissa Boekelman    | Paesi Bassi | 17,76 m  | 17,62 m  | x        | 17,45 m  | 17,92 m  | 17,29 m  | 17,92 m   |                                          |
| 9       | Ol'ha Holodna        | Ucraina     | 17,65 m  | x        | X        |          |          |          | 17,65 m   |                                          |
| 10      | Úrsula Ruiz          | Spagna      | 17,14 m  | 16,86 m  | x        |          |          |          | 17,14 m   | Miglior prestazione personale stagionale |
| 11      | Paulina Guba         | Polonia     | 16,95 m  | x        | x        |          |          |          | 16,95 m   |                                          |
| 12      | Rachel Wallader      | Regno Unito | x        | 15,77 m  | 16,06 m  |          |          |          | 16,06 m   |                                          |